# カラタル川
カラタル川(ロシア語: Каратал、カザフ語: Қаратал、モンゴル語: Хартал Hartal)は、カザフスタンの川。

## 概要
中国との国境付近のジュンガル・アラタウ山脈に発し、西南西へ流れる。Taldykorganの南で北西向きになり、次いでバルハシ湖南に広がるサルイイシコトラウ砂漠を北へ流れて、バルハシ湖中央付近に南から注ぐ。
寒冷地帯であることから12月から3月まで川は凍結する。
灌漑での利用のため、バルハシ湖への流入量は限られている。

## 参考リンク
- ソビエト大百科事典
- アメリカ航空宇宙局